# Солнечная масса

Сравнение размеров и масс крупнейших звёзд: звезда с наибольшим диаметром на рисунке — VY Большого Пса (17 8); другие — это ρ Кассиопеи (14—30), Бетельгейзе (11.6 5.0) и очень массивная голубая звезда Пистолет (27.5). Солнце (1) в таком масштабе занимает 1 пиксель на полноразмерном изображении (2876 × 2068 пикселей). Показаны орбиты Земли (серая), Юпитера (красная), Нептуна (синяя)

Со́лнечная ма́сса или ма́сса Со́лнца — внесистемная единица измерения массы, применяющаяся в астрономии для выражения массы звёзд и других астрономических объектов (например, галактик). Она обозначается через M⊙ и равна массе Солнца:
M⊙ = (1,98847 ± 0,00007)⋅1030 кг.
Солнечная масса приблизительно в 332 946 раз превышает массу Земли. Около 99,86 % массы Солнечной системы содержится в Солнце; общая масса всех планет составляет лишь около 0,0013 M☉, причём бо́льшая часть суммарной массы планет содержится в Юпитере (его масса в 1047,56 раз меньше солнечной). Большинство отдельных звёзд во Вселенной имеют массу от 0,08 до 50 M⊙, а масса чёрных дыр и целых галактик может достигать миллионов и миллиардов солнечных масс.
Солнечная масса может быть рассчитана по формуле, следующей из третьего закона Кеплера:
{\displaystyle M_{\odot }={\frac {4\pi ^{2}\cdot a^{3}}{G\cdot T^{2}}},}
где
T — сидерический период обращения планеты вокруг Солнца (для Земли T = 1 сидерическому году),
a — длина большой полуоси орбиты планеты (для Земли a = 1 астрономической единице),
G — гравитационная постоянная Ньютона.